# Делюго
Делюго — река на Дальнем Востоке России, на юге Хабаровского края, в бассейне реки Чукен.

## Течение
Исток находится в центральном Сихотэ-Алине, вблизи с водоразделом реки Сукпай. Течёт на запад. В 4 км от реки Чукен сливается с рекой Няуха, образуя короткую, но полноводную реку Дзава. По водоразделам граничит с бассейнами соседних притоков Чукена — реками Няуха, Саг-Биоса, Дукпу, Чамуза, Има-Сикчи, а также с притоком Хора — рекой Сукпай. Протяжённость (с притоком Чакза) 34 км. Площадь бассейна около 370 км.
Гидрологическая характеристика в приустьевой части: ширина 23 м, глубина 0,9 м, каменистый грунт, скорость течения 2,2 м/с. На небольших незагруженных батах по большой воде возможен подъём вверх по течению на 6 км до устья Цафактая.

## Бассейн
Рельеф на территории бассейна Делюго среднегорный, интенсивно расчленённый. Долины рек узкие, V-образные, и лишь в низовьях трапециевидные. Склоны крутые, гребни водоразделов узкие. В верховьях левых притоков Делюго встречаются каровые ниши и остатки морен четвертичного горного оледенения.
Бассейн Делюго отличается высокой степенью залесённости. Рубки здесь никогда не проводились. Преобладают смешанные леса, в верховьях — хвойные (ельники). По левобережью среднего и нижнего течения распространены старые горельники, в настоящее время занятые вторичными берёзово-осиновыми лесами. На низких участках поймы местами встречаются заболоченные участки. Верхняя граница леса проходит на высоте около 1300 м на северных склонах и 1500 на южных. Местами, в верхнем поясе, лес состоит из берёзового криволесья с густым травяным покровом. Выше 1300—1500 м распространены заросли кедрового стланника, очень густые вблизи границы леса и редеющие по направлению к гребням и вершинам гор.
Бассейн Делюго входит в территорию Чукенского заказника, где запрещены все виды хозяйственной деятельности. Чуть ниже слияния с Няухой находится большое зимовье. Небольшие избушки находятся в среднем течении (недалеко от устья Цафактая) и в верхнем — в устье Чакзы. Тропа проходит, в-основном, по левому берегу, но в среднем течении (ниже устья кл. Длинный), переходит на правый. Имеются два брода — в районе впадения Длинного и в нескольких километрах ниже по течению. Тропа труднопроходима, в заболоченных кочковатых участках теряется, местами выходит на склоны и высокие террасы. Выше устья Чакзы тропа местами хорошо прослеживается, но в самых верховьях Делюго пропадает совсем.
В 2006—2008 годах в средней части бассейна Хора проводилась геохимическая съёмка. В рамках этой работы, один из отрядов геологов в количестве от 4 до 7 человек в течение июля 2006 г. базировался в верховьях Делюго, совершая оттуда многодневные радиально-кольцевые маршруты.

## Притоки
Основные притоки от устья к истоку:
- Цафактай — правый, 6 км от устья;
- Длинный — левый, 12 км от устья;
- Бурный — правый, 16 км от устья;
- Чакза — левый, 16 км от устья (самый крупный приток);
- Правая Делюго — правый, 23 км от устья.